# Bolesław Iwaszkiewicz
Bolesław Ignacy Iwaszkiewicz (ur. 31 maja 1902 w Tepliku, zm. 12 września 1983 w Obornikach Śląskich) – polski matematyk i działacz socjalistyczny, poseł na Sejm PRL III, IV i V kadencji (1961–1972) z ramienia PZPR, przewodniczący prezydium Rady Narodowej miasta Wrocławia (1958–1969). Budowniczy Polski Ludowej.

## Życiorys
Syn Ewy z Machcewiczów i Józefa Iwaszkiewicza. W 1911 rozpoczął naukę w I Gimnazjum w Kijowie. Od 1917 uczył się w Gimnazjum Towarzystwa Popierania Polskiej Szkoły Średniej w Kijowie. W 1919 przeniósł się do Warszawy, gdzie został uczniem w Gimnazjum im. Jana Zamoyskiego, które ukończył w 1921. W okresie 1921–1928 studiował na Wydziale Matematyczno-Przyrodniczym Uniwersytetu Warszawskiego. Uzyskał dyplom magistra filozofii w zakresie matematyki i dyplom nauczyciela szkół średnich. W czasie studiów był prezesem Koła Matematyczno-Fizycznego Studentów UW, organizatorem i prezesem Związku Kół Matematyczno-Fizycznych, członkiem Stowarzyszenia Wolnomyślicieli Polskich oraz Związku Niezależnej Młodzieży Socjalistycznej. W trakcie studiów opracowywał skrypty i od 1924 pracował jako nauczyciel szkół średnich, od 1933 pisał dla tej grupy wiekowej podręczniki. W latach 1925–1934 zajmował pozycję asystenta UW przy katedrach mechaniki teoretycznej i geometrii analitycznej.

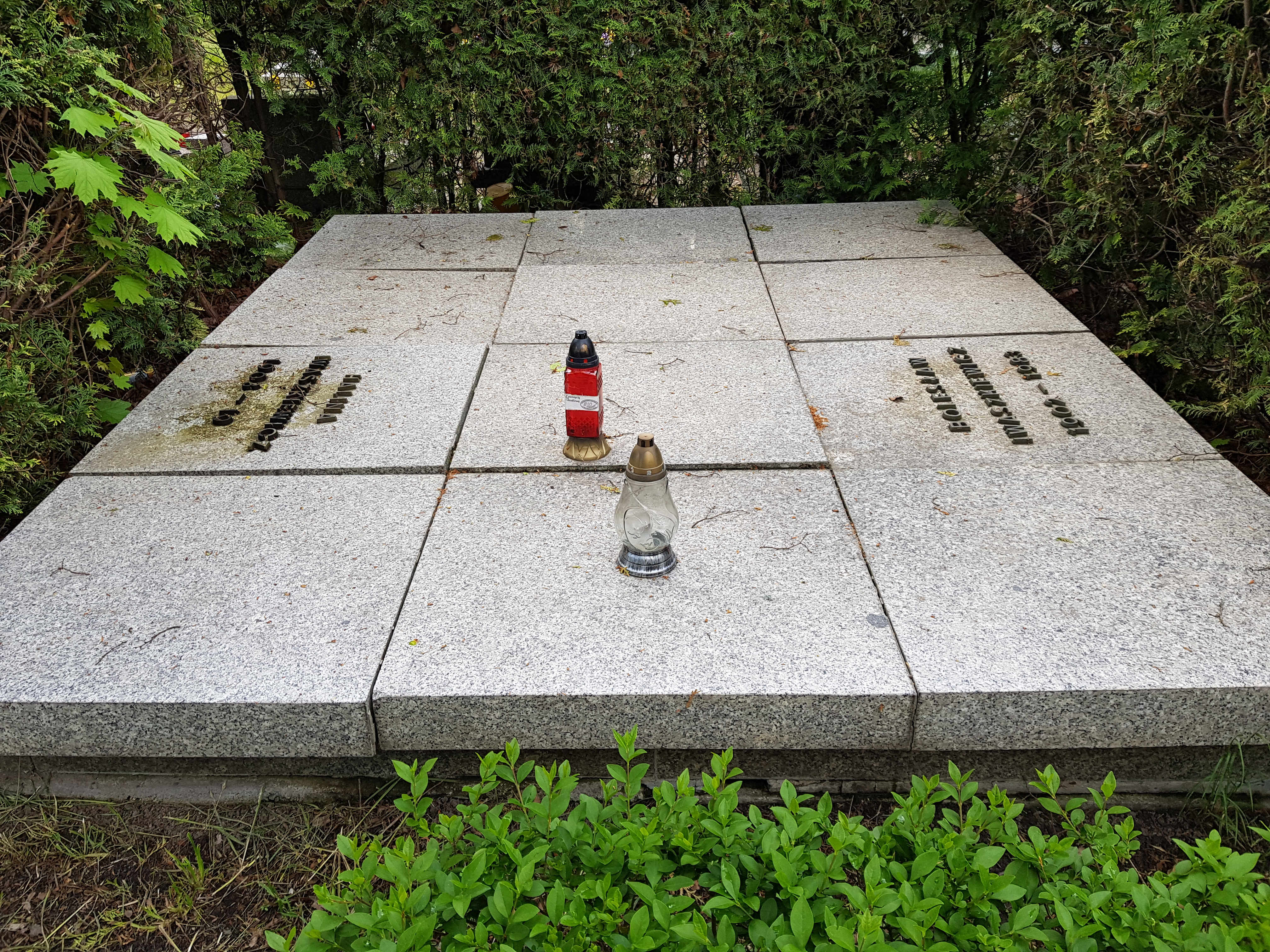
Grób prof. Bolesława Iwaszkiewicza na Cmentarzu Osobowickim we Wrocławiu

W 1934 został mianowany na stanowisko wizytatora szkół w Kuratorium Okręgu Szkolnego Warszawskiego. W 1936 Ministerstwo Oświaty skierowało go do Berlina, gdzie pracował na stanowisku inspektora szkolnictwa polskiego utrzymywanego przez Związek Polaków w Niemczech. Do Polski powrócił w 1939. Lata okupacji niemieckiej spędził w Radomiu, pracując jako pracownik handlowy w sklepie fotograficznym. Od 1945 był związany z Wrocławiem, organizował na Dolnym Śląsku polskie szkolnictwo średnie i pełnił funkcję wizytatora Wrocławskiego Okręgu Szkolnego. W latach 1948–1969 zajmował się redakcją czasopisma metodycznego dla nauczycieli matematyki pt. „Matematyka”. Profesor i prorektor (1954–1957) Politechniki Wrocławskiej, z którą związany był od 1951 (wcześniej wykładał na Uniwersytecie Wrocławskim). Autor podręczników akademickich z dziedziny geometrii. Po przejściu na emeryturę w 1972 był redaktorem naczelnym czasopisma PWr „Prace naukoznawcze i prognostyczne”. Zmarł w wieku 81 lat, w 1983. Został pochowany na Cmentarzu Osobowickim we Wrocławiu.
Patron Zespołu Szkolno-Przedszkolnego nr 4 we Wrocławiu.

### Działalność publiczna
W 1946 wstąpił do Polskiej Partii Socjalistycznej, a wraz z nią w 1948 do Polskiej Zjednoczonej Partii Robotniczej. Od 1946 był przewodniczącym Miejskiej Rady Narodowej we Wrocławiu. W latach 1954–1958 radny Wojewódzkiej Rady Narodowej. W okresie od 2 lutego 1958 do 7 czerwca 1969 przewodniczący prezydium Rady Narodowej miasta Wrocławia. Od kwietnia 1960 do marca 1962 zasiadał w egzekutywie Komitetu Wojewódzkiego partii we Wrocławiu. Od 1962 był członkiem Ogólnopolskiego Komitetu Pokoju. W latach 1961–1972 był posłem na Sejm PRL III, IV i V kadencji. W latach 1970–1981 pełnił funkcję przewodniczącego Wojewódzkiego Komitetu Frontu Jedności Narodu we Wrocławiu.
Był m.in. członkiem założycielem Oddziału Wrocławskiego Polskiego Towarzystwa Matematycznego, członkiem Wrocławskiego Towarzystwa Naukowego, członkiem prezydium Światowej Federacji Miast Bliźniaczych, Ogólnopolskiego Komitetu Pokoju, a także Światowej Rady Pokoju. Współorganizator Olimpiady Matematycznej.

## Wybrane publikacje
- Analiza: według wykładów St. Mazurkiewicza w roku akademickim 1921/1922. Cz. 1, oprac. Bolesław Iwaszkiewicz, Komisja Wydawnicza przy Kole Matematyczno-Fizycznym S.U.W., Warszawa 1922
- Geometria rzutowa, według wykładów St. Kwietniewskiego na Uniwersytecie Warszawskim, oprac. St. Sachs i B. Iwaszkiewicz, Wydawnictwo Koła Matematyczno-Fizycznego Słuchaczów Uniwersytetu Warszawskiego, Warszawa 1923
- Analiza matematyczna, T. 1, podług wykładów St. Mazurkiewicza, oprac. Bolesław Iwaszkiewicz, Komisja Wydawnicza Koła Matematyczno-Fizycznego Słuchaczów Uniwersytetu Warszawskiego, Warszawa 1929
- Analiza matematyczna, T. 2, podług wykładów St. Mazurkiewicza, oprac. Bolesław Iwaszkiewicz, Komisja Wydawnicza Koła Matematyczno-Fizycznego Słuchaczów Uniwersytetu Warszawskiego, Warszawa 1930
- Bolesław Iwaszkiewicz, Zbiór zadań z geometrii analitycznej, Komisja Wydawnicza Koła Matematyczno-Fizycznego Słuchaczów U.W., Warszawa 1933
- Teoria wyznaczników: zarys elementarny, B. Iwaszkiewicz i M. Kerner, Komisja Wydawnicza Koła Matematyczno-Fizycznego Słuchaczów U.W., Warszawa 1934
- Bolesław Iwaszkiewicz, Geometria: dla II klasy gimnazjalnej, Wydawnictwo Zakładu Narodowego Imienia Ossolińskich, Lwów 1934
- Bolesław Iwaszkiewicz, Geometria: dla III klasy gimnazjalnej, Wydawnictwo Zakładu Narodowego Imienia Ossolińskich, Lwów 1935
- B. Iwaszkiewicz, J.Mazur, J. Słowikowski, Arytmetyka: podręcznik dla I klasy gimnazjalnej, Komisja regulaminowo-Wydawnicza Armii Polskiej na Wschodzie, Jerozolima 1943
- Bolesław Iwaszkiewicz, Geometria: dla IV klasy gimnazjalnej, Ministerstwo Wyznań Religijnych i Oświecenia Publicznego, Warszawa 1944
- Bolesław Iwaszkiewicz, Algebra: dla klasy VII szkoły podstawowej, Państwowe Zakłady Wydawnictw Szkolnych, Warszawa 1946
- Bolesław Iwaszkiewicz, Algebra: podręcznik dla klasy VIII szkoły ogólnokształcącej, Państwowe Zakłady Wydawnictw Szkolnych, Warszawa 1949
- Bolesław Iwaszkiewicz, Geometria elementarna. Cz. 1, Państwowe Zakłady Wydawnictw Szkolnych, Warszawa 1950
- Bolesław Iwaszkiewicz, Geometria elementarna. Cz. 2, Państwowe Zakłady Wydawnictw Szkolnych, Warszawa 1950
- Bolesław Iwaszkiewicz, Geometria elementarna. Cz. 3, Państwowe Zakłady Wydawnictw Szkolnych, Warszawa 1951
- Bolesław Iwaszkiewicz, Co to jest równanie?, Spółdzielnia Wydawniczo-Oświatowa „Czytelnik”, Warszawa 1951
- Bolesław Iwaszkiewicz, Geometria elementarna. Część II dla klasy IX, Państwowe Zakłady Wydawnictw Szkolnych, Warszawa 1957
- Bolesław Iwaszkiewicz, Geometria elementarna: dla kl. 8, Część 1, Państwowe Zakłady Wydawnictw Szkolnych, Warszawa 1962

## Wybrane nagrody i odznaczenia
W 1979 został odznaczony Orderem Budowniczych Polski Ludowej. Ponadto otrzymał Order Sztandaru Pracy I klasy (1964), Krzyż Komandorski z Gwiazdą (1969) i Oficerski (1959) Orderu Odrodzenia Polski, Złoty Krzyż Zasługi (dwukrotnie, po raz pierwszy w 1954), Medal 10-lecia Polski Ludowej (1955), Medal Komisji Edukacji Narodowej (1970).
Ponadto posiadał odznaki i wyróżnienia Frontu Jedności Narodu (np. Odznaka „Zasłużonego Działacza FJN” w 1964) odznaki lokalne (np. Złota Odznaka „Zasłużony dla Województwa Wrocławskiego i Miasta Wrocławia” w 1976, Odznaka Budowniczego Wrocławia w 1960), członkostwa honorowe (np. dyplom i odznaka Pionierów Wrocławia w 1965, Medal XX-lecia Towarzystwa Miłośników Wrocławia w 1976), wyróżnienia Politechniki Wrocławskiej (np. Złota odznaka Politechniki Wrocławskiej w 1966) oraz wiele innych. Otrzymał medale m.in. z okazji 60-lecia Czerwonego Krzyża oraz za zasługi dla Aeroklubu PRL.